# (161546) Schneeweis
(161546) Schneeweis est un astéroïde de la ceinture principale.

## Description
(161546) Schneeweis est un astéroïde de la ceinture principale. Il fut découvert le 10 décembre 2004 à l'Observatoire Junk Bond par David Healy. Il présente une orbite caractérisée par un demi-grand axe de 2,60 UA, une excentricité de 0,04 et une inclinaison de 5,2° par rapport à l'écliptique.

## Compléments